# Smaradipika
Das Smaradîpika (Licht der Liebe) wurde von Minanath (auch Kadra, Rudra oder Garga) im 14. oder 15. Jahrhundert in Sanskrit verfasst. Wörtlich bedeutet „Smara“ (Liebe, Gott der Liebe), „Dipika“ bedeutet Lampe, Licht. 

## Das Werk
Die Einleitung des Werks zur indischen Liebeskunst (Kamashastra) und Liebe ist dem Ratirahasya sehr ähnlich. Auch der gesamte Inhalt des Smaradipika deckt sich im Wesentlichen mit dem Ratirahasya. Die hauptsächlichen Unterschiede beider Werke liegen in der Beschreibung der Liebes-Positionen mit unterschiedlicher Namensgebung, der Klassifizierung und Beschreibung der Nayikas (Heroine) und die Steuerung des Geschlechts des Kindes bei der Empfängnis. Das Werk behandelt besonders verschiedene Sexstellung, bei denen der Liebhaber den Geschlechtsverkehr mit der Frau a tergo praktiziert. Vom Smaradipika existieren verschiedene Varianten, die sich inhaltlich decken, aber verschiedene Bezeichnungen z. B. für Liebes-Positionen oder Typen von Frauen verwenden.

## Ausgaben
- Macchaghnapada, Dalavirasimha Cauhana: Smaradipika: Eka Adbhuta Kamasastriya Grantha. Caukhamba Samskrta Sirija Aphisa, 2004, ISBN 81-7080-165-6 (Hindi).

- Dhundhraj Shastri: Kamakunjalata (A collection of old and rare works of Kama Sastra). Chowkhamba Sanskrit Series Office, 2003, ISBN 81-7080-116-8 (Sanskrit).